# Kaiserlich-königlich
Els adjectius en alemany kaiserlich-königlich (generalment abreujat a k.k. o k. k.), que en català signifiquen Imperial-Real, s'aplicava a les autoritats i institucions estatals de l'Imperi Austríac fins al Compromís austrohongarès de 1867, establert per l'Imperi Austrohongarès. Des de llavors, dins la monarquia austrohongaresa l'abreviatura k.k. només s'aplica a la meitat occidental de l'imperi (Cisleitània o Antiga Àustria), que va esdevenir una unió real i amb doble monarquia. Les institucions comunes de les dues meitats de l'imperi eren descrites des de 1867 fins al 1918 com a k. u. k. o "Imperial i Reial". Contràriament als reglaments, l'exèrcit comú (Gemeinsame Armee) va continuar utilitzant l'abreviatura k. k. per descriure's a si mateix fins al 1889.
La primera k. (kaiserlich = Imperial) fa referència al títol d'emperador d'Àustria, la segona k. (Königlich) es referia a partir de 1867 al títol de rei de Bohèmia, que l'emperador va assumir en unió personal.

## Termes usats en altres llengües
| Alemany                      | Txec                      | Hongarès                    | Polonès                    | Italià                | Eslovè                    |
| ---------------------------- | ------------------------- | --------------------------- | -------------------------- | --------------------- | ------------------------- |
| k. k. – kaiserlich-königlich | c.k. – císařsko-královský | cs. kir. – császári-királyi | C. K. – cesarsko-królewski | I.R. – Imperial Regio | c. k. – cesarsko-kraljevi |